# Шапка Мономаха (натік)

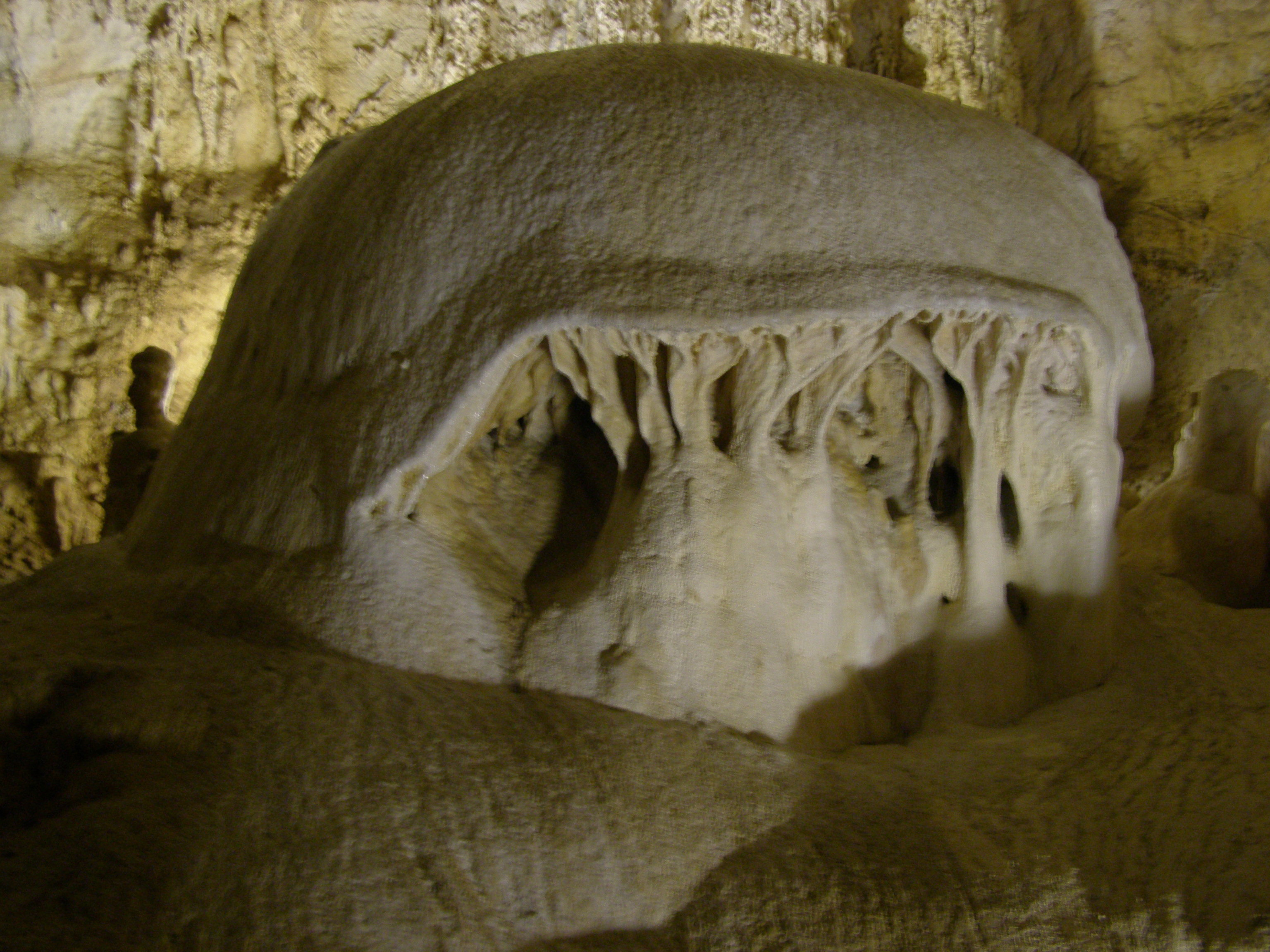
Фото «Шапки Мономаха» Еміне-Баїр-Хосар, Крим

Ша́пка Монома́ха — специфічне натічне утворення, сталагміт у печері Еміне-Баїр-Хосар, Крим. Оціночні розміри 2×3 м.

## Дивись також
- Шапка Мономаха